# Wágner (football)
Pour les articles homonymes, voir Wagner.
Wágner Pires de Almeida, plus communément appelé Wágner, est un footballeur brésilien né le 27 décembre 1973. Il était attaquant.